# Деревій стиснутий
Деревій стиснутий, деревій скупчений (Achillea coarctata) — вид рослин з родини айстрових (Asteraceae), поширений на півдні Європи й Туреччині.

## Опис
Багаторічна трав'яниста рослина від 30 до 40 см заввишки. Листки лінійно-ланцетні. Запушення густе, з шерстистих волосків. Довгі горизонтальні кореневища добре виражені, коріння додаткові. Кошики на коротких ніжках, в щільних напівкулястих щитках. Язички крайових квіток 1–1.5 мм завдовжки. 

## Поширення
Поширений на півдні Європи й Туреччині.
В Україні вид зростає на сухих степових і кам'янистих схилах — південний захід Одеської обл., дуже рідко.